# Pencak silat tại Đại hội Thể thao Đông Nam Á 2011

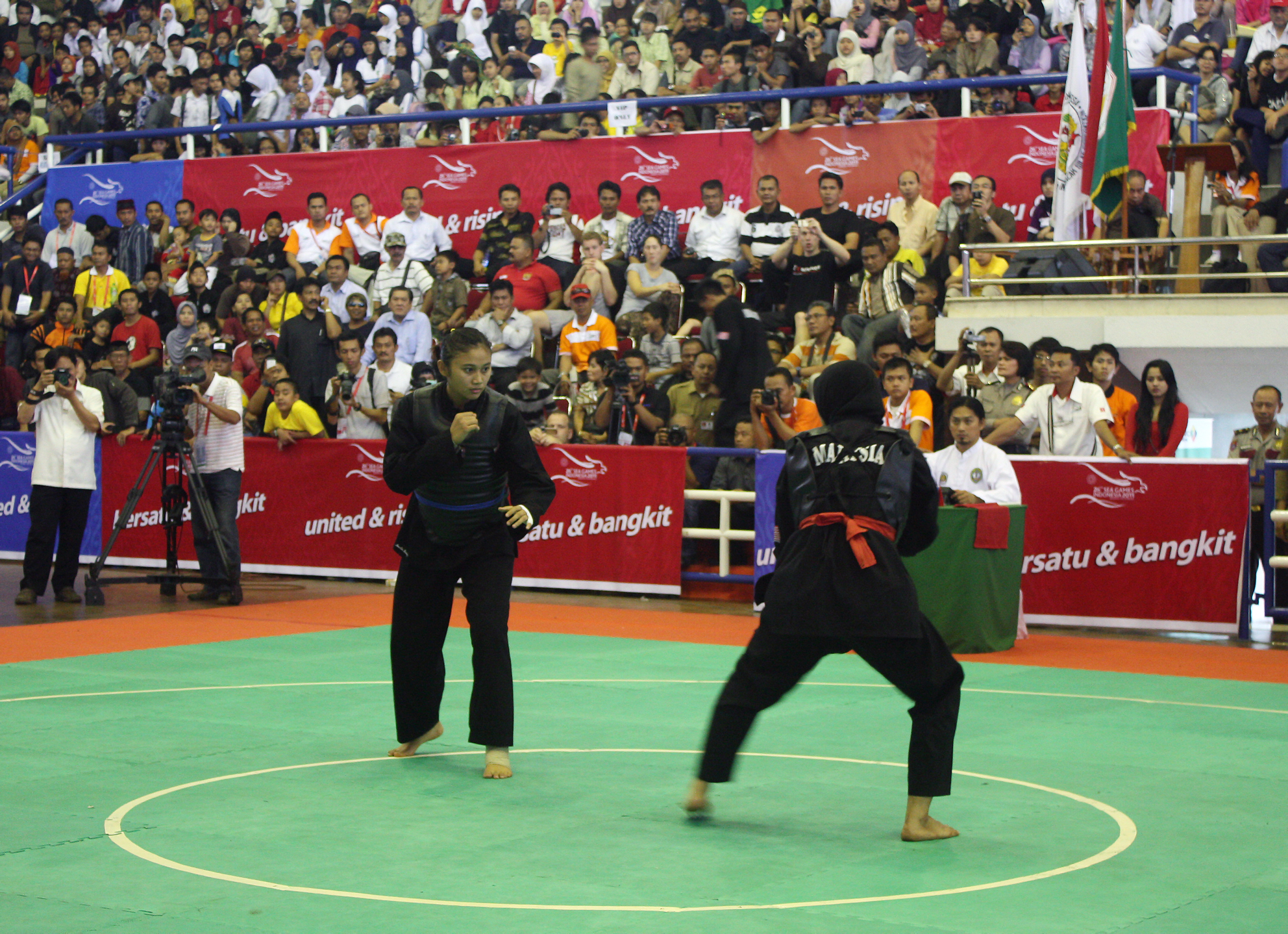
Trận chung kết nội dung đối kháng Pencak Silat nữ hạng cân E (70 kg) giữa vận động viên Indonesia Amelia Roring và vận động viên Malaysia Siti Rahmah tại Đại hội Thể thao Đông Nam Á năm 2011.

Pencak silat tại Đại hội Thể thao Đông Nam Á năm 2011 diễn ra từ ngày 12 đến ngày 17 tháng 11 năm 2011 tại Padepokan Pencak Silat, Taman Mini Indonesia Indah (TMII), Jakarta, Indonesia,.
Chương trình thi đấu gồm hai nhóm chính: phần Seni (biểu diễn cá nhân tunggal, đôi và đồng đội nam–nữ) và phần Tarung (thi đấu đối kháng theo hạng cân nam và nữ). Mỗi nội dung Seni có các phần đơn, đôi và đội, trong khi Tarung gồm các hạng cân từ Class A đến I cho nam và Class B đến F cho nữ .
Indonesia, với tư cách chủ nhà và cũng như có truyền thống  Pencak silat mạnh, đã giành vị trí dẫn đầu toàn môn với 9 huy chương vàng, 5 huy chương bạc và 2 huy chương đồng trên tổng số 18 nội dung được trao,

## Tóm tắt kết quả

### Biểu diễn
| Nội dung     | Vàng                                                             | Bạc                                                              | Đồng                                                                                   |
| ------------ | ---------------------------------------------------------------- | ---------------------------------------------------------------- | -------------------------------------------------------------------------------------- |
| Đơn nam      | Eko Wahyudi · Indonesia                                          | Hoàng Quang Trung · Việt Nam                                     | Tajul Zaman · Malaysia                                                                 |
| Đơn nữ       | Tuti Winarni · Indonesia                                         | Nguyễn Thị Thúy · Việt Nam                                       | Norleyermah Haji Raya · Brunei                                                         |
|              |                                                                  |                                                                  |                                                                                        |
| Đôi nam      | Indonesia · Hamdani · Mochamad Yusuf Effendi                     | Việt Nam · Nguyễn Hữu Tuấn · Nguyễn Thanh Tùng                   | Singapore · Muhammad Danial · Muhammad Azri Abdullah                                   |
| Đôi nữ       | Indonesia · Sang Ayu Ketut Sidan Wilantari · Ni Made Dwi Yanti   | Việt Nam · Nguyễn Thị My · Nguyễn Thị Lan                        | Malaysia · Kamilah Sulong · Siti Arfiyah Abdul Jalil                                   |
|              |                                                                  |                                                                  |                                                                                        |
| Đồng đội nam | Indonesia · Zakki Imaduddin · Exa Purbianto · Abdul Muqit Irsyat | Việt Nam · Nguyễn Thanh Tùng · Nguyễn Tiến Tài · Nguyễn Hữu Tuấn | Brunei · Abdul Malik Haji Ladi · Juffri Haji Junaidi · Abdul Rahman Haji Asli          |
| Đồng đội nữ  | Indonesia · Kikih Dyahayuwati · Djuriah · Yuli Anriani           | Việt Nam · Nguyễn Thị Thúy · Phạm Thị Hà · Ngô Thị Quyên         | Brunei · Norleyermah Haji Raya · Norleyharyanti Haji Raya · Nurul Aimi Amalina Zainidi |

### Tarung

#### Nam
| Hạng cân     | Vàng                              | Bạc                               | Đồng                               |
| ------------ | --------------------------------- | --------------------------------- | ---------------------------------- |
| Hạng A 50 kg | Dian Kristianto · Indonesia       | Anothai Choopeng · Thái Lan       | Mohd Hafiz Mahri · Malaysia        |
| Hạng A 50 kg | Dian Kristianto · Indonesia       | Anothai Choopeng · Thái Lan       | Diệp Ngọc Vũ Minh · Việt Nam       |
| Hạng B 55 kg | Võ Duy Phương · Việt Nam          | Jul-omar Abdulhakim · Philippines | Thitsaphone Khamphi · Thái Lan     |
| Hạng B 55 kg | Võ Duy Phương · Việt Nam          | Jul-omar Abdulhakim · Philippines | Denny Aprisani · Indonesia         |
| Hạng C 60 kg | Trần Văn Toàn · Việt Nam          | Anurak Pakkaranang · Thái Lan     | Christopher Yabut · Philippines    |
| Hạng C 60 kg | Trần Văn Toàn · Việt Nam          | Anurak Pakkaranang · Thái Lan     | M. Ichsan Nur Romad · Indonesia    |
| Hạng D 65 kg | Ahmad Shahril Zailudin · Malaysia | Sapto Purnomo · Indonesia         | Sarawut Comepoon · Thái Lan        |
| Hạng D 65 kg | Ahmad Shahril Zailudin · Malaysia | Sapto Purnomo · Indonesia         | Nguyễn Bá Trình · Việt Nam         |
| Hạng E 70 kg | Al Jufferi Jamari · Malaysia      | Nguyễn Duy Tiến · Việt Nam        | Wattara Thammachuto · Thái Lan     |
| Hạng E 70 kg | Al Jufferi Jamari · Malaysia      | Nguyễn Duy Tiến · Việt Nam        | Mohd Saifullah Julaimi · Singapore |
| Hạng F 75 kg | Fauzi Khalid · Malaysia           | Katahat Raksapon · Thái Lan       | Phạm Văn Chí · Việt Nam            |
| Hạng F 75 kg | Fauzi Khalid · Malaysia           | Katahat Raksapon · Thái Lan       | Ronald Perena · Philippines        |
| Hạng I 90 kg | Lê Đăng Minh · Việt Nam           | Pranoto · Indonesia               | Azrul Abdullah · Malaysia          |
| Hạng I 90 kg | Lê Đăng Minh · Việt Nam           | Pranoto · Indonesia               | Muhammad Shakir Juanda · Singapore |

#### Nữ
| Hạng cân     | Vàng                         | Bạc                           | Đồng                             |
| ------------ | ---------------------------- | ----------------------------- | -------------------------------- |
| Hạng B 55 kg | Nguyễn Hương Xuân · Việt Nam | Tuti Trisnayanti · Indonesia  | Noor Farahana Ismail · Malaysia  |
| Hạng B 55 kg | Nguyễn Hương Xuân · Việt Nam | Tuti Trisnayanti · Indonesia  | Wai Wai Lwin · Myanmar           |
| Hạng C 60 kg | Rosmayani · Indonesia        | Jutarat Noytapa · Thái Lan    | Nerlyn Huinda · Philippines      |
| Hạng C 60 kg | Rosmayani · Indonesia        | Jutarat Noytapa · Thái Lan    | Nguyễn Thị Giang · Việt Nam      |
| Hạng D 65 kg | Nguyễn Thị Yến · Việt Nam    | Mariati · Indonesia           | Mastura Sapuan · Malaysia        |
| Hạng D 65 kg | Nguyễn Thị Yến · Việt Nam    | Mariati · Indonesia           | Rawadee Damsri · Thái Lan        |
| Hạng E 70 kg | Amelia Roring · Indonesia    | Siti Rahmah Nasir · Malaysia  | Hay Mar Oo · Myanmar             |
| Hạng E 70 kg | Amelia Roring · Indonesia    | Siti Rahmah Nasir · Malaysia  | Trần Thùy Minh Lý · Việt Nam     |
| Hạng F 75 kg | Trần Thị Luyến · Việt Nam    | Sofani Rakhmawati · Indonesia | Siti Khadijah Shahrem · Malaysia |
| Hạng F 75 kg | Trần Thị Luyến · Việt Nam    | Sofani Rakhmawati · Indonesia | Thin Myat Aye · Myanmar          |

## Bảng huy chương
| Hạng               | Đoàn               | Vàng | Bạc | Đồng | Tổng số |
| ------------------ | ------------------ | ---- | --- | ---- | ------- |
| 1                  | Indonesia (INA)    | 9    | 5   | 2    | 16      |
| 2                  | Việt Nam (VIE)     | 6    | 7   | 5    | 18      |
| 3                  | Malaysia (MAS)     | 3    | 1   | 7    | 11      |
| 4                  | Thái Lan (THA)     | 0    | 4   | 4    | 8       |
| 5                  | Philippines (PHI)  | 0    | 1   | 3    | 4       |
| 6                  | Brunei (BRU)       | 0    | 0   | 3    | 3       |
| 6                  | Myanmar (MYA)      | 0    | 0   | 3    | 3       |
| 6                  | Singapore (SIN)    | 0    | 0   | 3    | 3       |
| Tổng số (8 đơn vị) | Tổng số (8 đơn vị) | 18   | 18  | 30   | 66      |